# Orgov
Orgov là một đô thị thuộc tỉnh Aragatsotn, Armenia. Dân số ước tính năm 2011 là 534 người.